# Damernas turnering i volleyboll vid stillahavsspelen
Stillahavsspelen (fram till och med 2003: Södra Stillahavsspelen) har innehållit en turnering i volleyboll för damlandslag sedan 1966. Den genomförs, precis som resten av Stillahavsspelen, vart fjärde år med deltagare från länder i Stillahavsgemenskapen (Australien och Nya Zeeland får dock bara delta i viss sporten och har därför aldrig deltagit i volleybollturneringarna).

## Upplagor
| Upplaga              | Upplaga           |  | Podium            | Podium                  | Podium                  |
| Säsong               | Värd              |  | Mästare           | Tvåa                    | Trea                    |
| -------------------- | ----------------- |  | ----------------- | ----------------------- | ----------------------- |
| 1966 mer information | Nouméa            |  | Tahiti            | Nya Kaledonien          | Wallis- och Futunaöarna |
| 1969 mer information | Port Moresby      |  | Tahiti            | Wallis- och Futunaöarna | Nya Kaledonien          |
| 1971 mer information | Papeete           |  | Tahiti            | Nya Kaledonien          | Wallis- och Futunaöarna |
| 1975 mer information | Tumon             |  | Nya Kaledonien    | Tahiti                  | Wallis- och Futunaöarna |
| 1979 mer information | Suva              |  | Tahiti            | Nya Kaledonien          | Amerikanska Samoa       |
| 1983 mer information | Apia              |  | Tahiti            | Nya Kaledonien          | Amerikanska Samoa       |
| 1987 mer information | Nouméa            |  | Tahiti            | Amerikanska Samoa       | Wallis- och Futunaöarna |
| 1991 mer information | Port Moresby, Lae |  | Tahiti            | Wallis- och Futunaöarna | Amerikanska Samoa       |
| 1995 mer information | Papeete           |  | Tahiti            | Nya Kaledonien          | Fiji                    |
| 1999 mer information | Hagåtña           |  | Tahiti            | Fiji                    | Nya Kaledonien          |
| 2003 mer information | Suva              |  | Tahiti            | Nya Kaledonien          | Samoa                   |
| 2007 mer information | Apia              |  | Tahiti            | Fiji                    | Samoa                   |
| 2011 mer information | Nouméa            |  | Tahiti            | Nya Kaledonien          | Samoa                   |
| 2015 mer information | Port Moresby      |  | Amerikanska Samoa | Tahiti                  | Nya Kaledonien          |
| 2019 mer information | Apia              |  | Nya Kaledonien    | Tahiti                  | Samoa                   |

## Medaljörer
| Pos. | Lag                     | Guld | Silver | Brons | Totalt |
| ---- | ----------------------- | ---- | ------ | ----- | ------ |
| 1    | Tahiti                  | 12   | 2      | -     | 14     |
| 2    | Nya Kaledonien          | 1    | 7      | 3     | 11     |
| 3    | Amerikanska Samoa       | 1    | 1      | 3     | 5      |
| 3    | Fiji                    | -    | 2      | 1     | 3      |
| 4    | Wallis- och Futunaöarna | -    | 2      | 4     | 6      |
| 6    | Samoa                   | -    | -      | 3     | 3      |